# Barbus leonensis
Barbus leonensis är en fiskart som beskrevs av Boulenger, 1915. Barbus leonensis ingår i släktet Barbus och familjen karpfiskar. IUCN kategoriserar arten globalt som livskraftig. Inga underarter finns listade.